# Frangokástello
Le Frangokástello (grec moderne : Φραγκοκάστελλο), également connu sous le nom italien de Castelfranco, initialement connu sous le nom d'Ágios Nikítas (grec moderne : Άγιος Νικήτας), est un château situé dans le village homonyme de Frangokástello, sur l'île de Crète, en Grèce,,.

## Histoire
Le château est construit au cours de la période entre 1371 et 1374 par les Vénitiens, alors maîtres de l'île de Crète, ainsi que de la ville de La Canée. Son objectif est à la fois de protéger la côte sud de l'île contre les pirates, ainsi que de contrôler la population locale, parfois opposée à la domination vénitienne. Initialement, le château est connu sous le nom d'Ágios Nikítas (grec moderne : Άγιος Νικήτας), nom d'une ancienne colonie située sur le site, lui-même dérivé d'une église des environs dédiée à Nicétas le Goth. Le nom ultérieur provient de l'appellation « Francs » (grec moderne : Φράγκοι), donnée par les Grecs à l'ensemble des Occidentaux de confession catholique,.

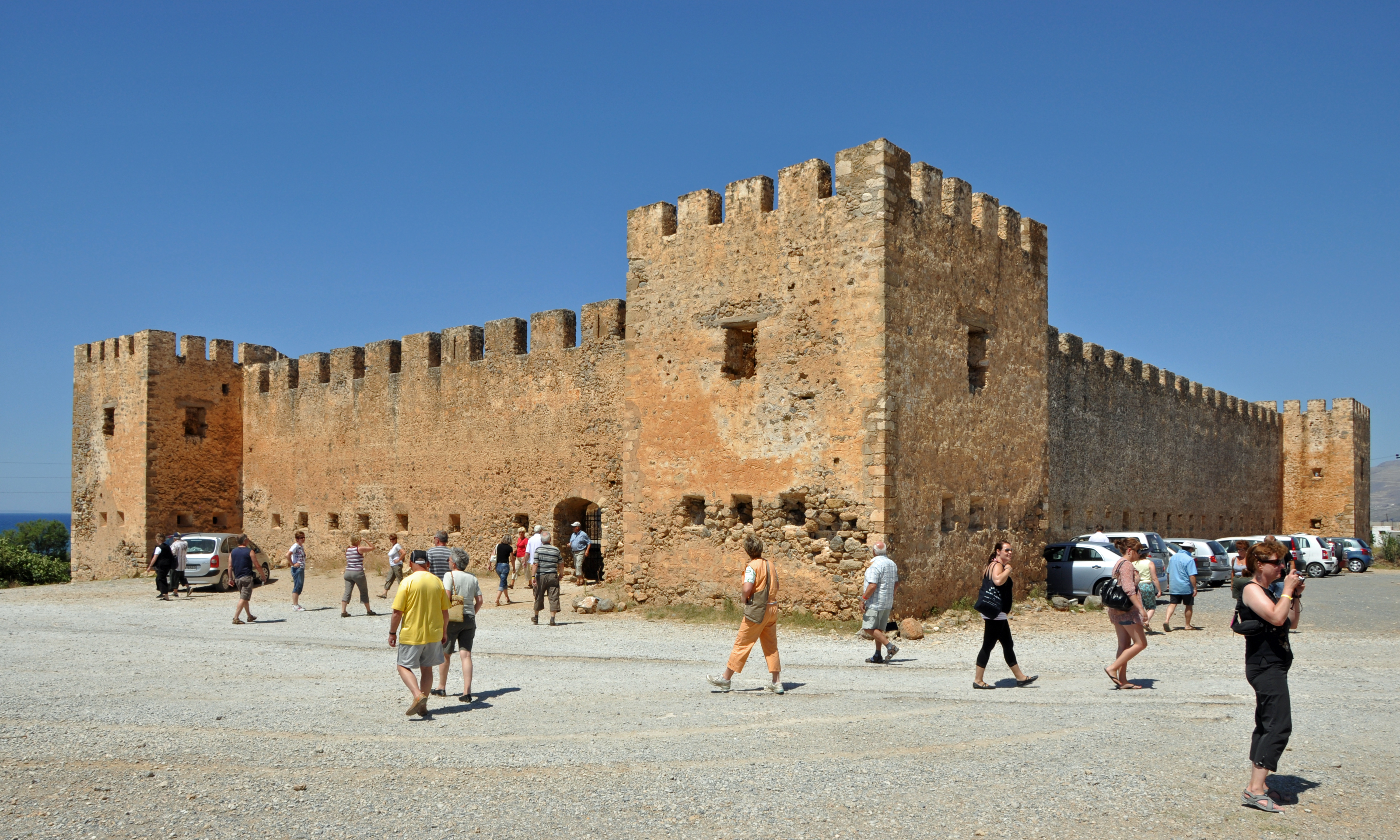
Vue extérieure du château.

Au cours de la période vénitienne, le château est peu utilisé et, en certaines périodes, il n'est même pas occupé par une garnison, en raison de l'opposition farouche de la population locale. Il est dit que, dès le commencement des travaux de construction, la population locale de Sfakiá démantèle la nuit ce que les Vénitiens construisent le jour. Au cours de la période entre 1593 et 1597, les Vénitiens continuent à effectuer des travaux de reconstruction de la forteresse, puis en 1645 pour la dernière fois, avant qu'elle ne soit visiblement laissée à l'abandon. Au cours de la période ottomane, le château est de nouveau utilisé par les nouveaux maîtres de l'île. En 1770, les Crétois parviennent à le conquérir pendant un certain temps, sous le commandement de Daskalogiánnis.

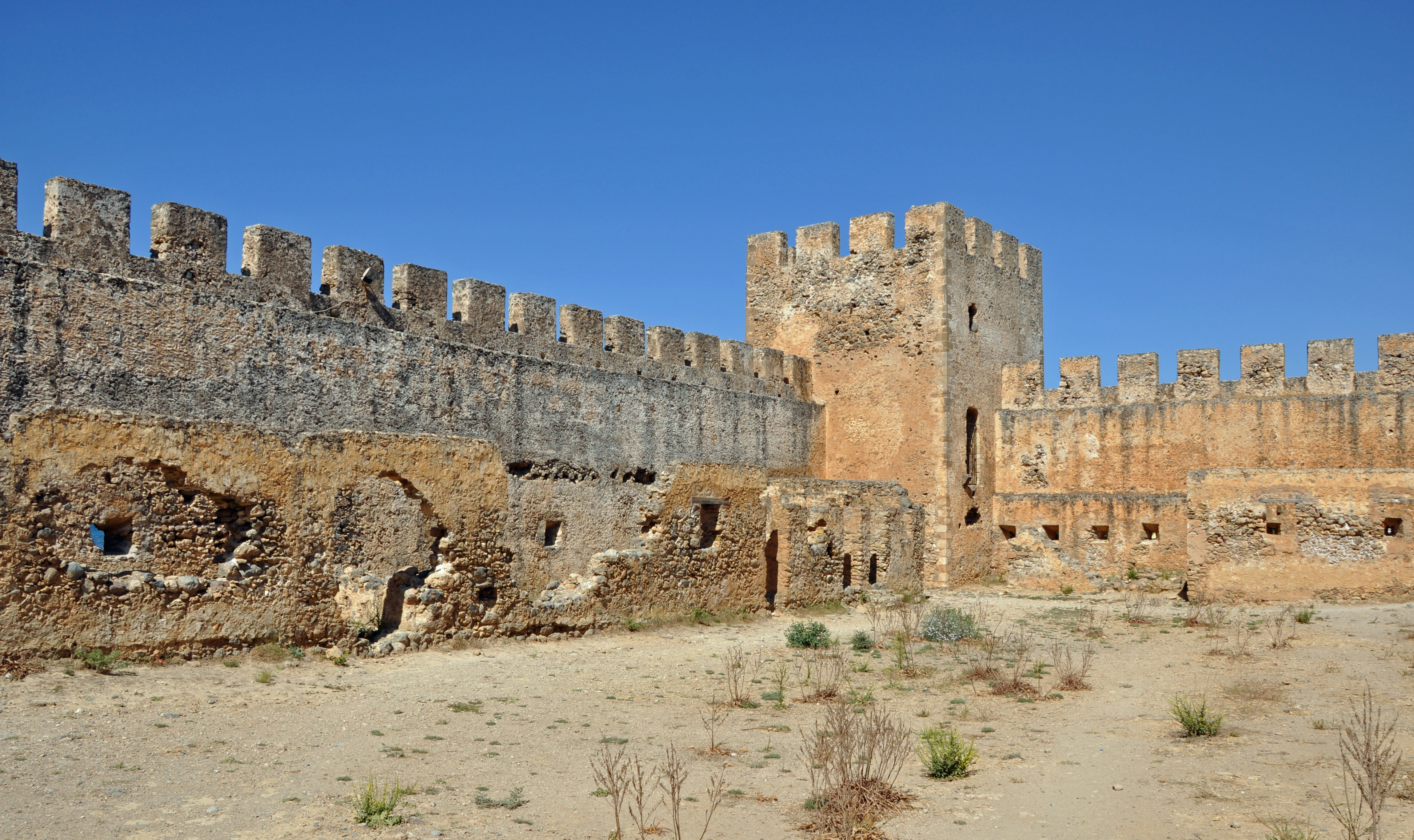
Vue intérieure du château.

Pendant la période de la Guerre d'indépendance grecque, plus précisément au début du XIXe siècle, le château est de nouveau occupé par les Crétois. En 1828, les Ottomans attaquent le château et tuent Chatzimichális Daliánis, le défendant, ainsi que 385 de ses hommes. Les hommes tués sont enterrés dans le désert côtier de Frangokástello. Selon la légende locale, chaque année à l'aube du jour du 17 mai, date commémorative du massacre, les hommes enterrés se réveillent de leurs sépultures et se dirigent vers le château. Cette armée de fantômes est connue sous le nom de drosoulítes (grec moderne : δροσουλίτες). Lors de l'attaque ottomane, le château subit d'importants dégâts, mais, cependant, il est reconstruit par les Ottomans, sous les ordres de Mustapha Naili Pacha, au cours de la période entre 1866 et 1869.

## Architecture
Le château, construit en forme rectangulaire, indique une date de construction antérieure à l'ère des canons et des bastions. Aujourd'hui, les vestiges subsistants du château sont principalement les quatre tours d'angle de forme rectangulaire, ainsi que les murs les reliant. Parmi les tours, celle située à l'angle sud-ouest est considérée comme étant la plus grande, ainsi que la plus solide. L'entrée principale du château est située sur le côté sud, tandis qu'une autre entrée, de taille plus modeste et dotée d'une porte voûtée, est située sur le côté est. L'entrée principale est gardée depuis la tour sud-ouest. La majorité des structures subsistantes du château datent de la dernière phase de la période ottomane, plus précisément au XIXe siècle,.